# Peter Plichta
Peter Plichta (* 21. Oktober 1939 in Remscheid) ist ein deutscher Chemiker, Apotheker und Autor.

## Leben und Wirken
Peter Plichta studierte Chemie in Köln, legte 1966 seine Diplomprüfung ab und wurde 1970 mit einer Dissertation über Silane („Präparative und spektroskopische Untersuchungen zur Darstellung von Disilanyl- und Digermanylverbindungen und Germaniumwasserstoffen“) unter Franz Fehér am Institut für Anorganische Chemie der Universität Köln promoviert. 1977 erlangte er die Approbation als Apotheker. 
Zu Plichtas technischen Konzepten gehört ein Fluggerät, das in seiner Form einem Diskus ähnelt. Dieses Konzept soll nach Plichta das heute übliche Mehrstufenantriebs-Prinzip in der Raumfahrt ablösen, welches nur zur Beförderung sehr geringer Nutzlasten (etwa 4 Prozent bei Ariane 5) in der Lage ist. Seinem Buch Benzin aus Sand zufolge ist das „einstufige“ Erreichen der erdnahen Umlaufbahn möglich, weil der von Plichta entdeckte Treibstoff (siehe unten) nicht nur in Sauerstoff, sondern auch in Stickstoff brennt, und deshalb in der Erdatmosphäre kein Oxidationsmittel mitgeführt werden muss.
Peter Plichta hat in mehreren Ländern Patente auf einige seiner Entwicklungen angemeldet, darunter in den USA. Sein Entwurf wird von der Fachwelt abgelehnt. Bis heute wurde kein ernstzunehmender Versuch einer Realisierung unternommen.
In den 1970er-Jahren begann Plichta, sich mit der synthetischen Treibstoffgewinnung aus Silicium, insbesondere aus Sand, zu beschäftigen. Plichta gibt an, als erster stabile, längerkettige sogenannte „höhere“ Silane synthetisiert zu haben. Trotz Plichtas Veröffentlichungstätigkeit zu diesem Thema (Hauptwerk: „Benzin aus Sand. Die Silan-Revolution“) blieben seine Forschungen bisher ohne nachhaltige Resonanz in der Fachwelt und bei Automobilherstellern. In einer der wenigen Rezensionen des Werks in einer Fachzeitschrift wird Plichtas Vorschlag der Silan-Revolution als „origineller Vorschlag“ bezeichnet und die Frage gestellt, ob dieser „… belastbar oder gar seriös?“ sein könne. Das Buch informiere den Leser „… in einer eigenartigen Mischung aus Selbstbewusstsein, verkanntem Genie, Besserwisserei und Weinerlichkeit über selbstgewählte Höhepunkte …“ und folge in seinen Deutungen einer dem Rezensenten nicht zugänglichen Logik. Auch wenn nicht klar würde, was das Werk solle, gehe ein gewisser Reiz davon aus.
Seit 1991 veröffentlicht Peter Plichta seine Überlegungen zu seinem Weltbild. Er möchte dabei die physikalisch-chemische Realität aufbauend auf zahlentheoretischen und zahlenmystischen Überlegungen beschreiben, wobei insbesondere Primzahlen eine wichtige Rolle spielen. Er behauptet, mit seiner Arbeit die Quantenmechanik obsolet gemacht zu haben:

„Diese Vorgehensweise ersetzt das ganze Kartenhaus der modernen Naturwissenschaft, die Quantenmechanik, durch exakte Mathematik. Deren Struktur ist euklidisch und im Dezimalsystem, dem einzig möglichen Zahlensystem der Natur, angelegt.“

Plichta stellt den Anspruch, seine Theorie mathematisch „bewiesen“ zu haben. Er schließt Indeterminismus damit kategorisch aus:

„Für jede Theorie, die auf zufälligem Geschehen aufbaut, ist mit einem Schlag das Ende eingeläutet. Einstein muß es geahnt haben.“

Die Urknalltheorie lehnt Plichta ab. Er vertritt eine alternative Erklärung für die Bindung des Sauerstoffs ans Hämoglobin im Blut.
Die Chemiker Jan C. A. Boeyens und Demetrius C. Levendis haben Plichta in ihrem Werk Number Theory and the Periodicity of Matter referenziert. Ebenso wie Plichta versuchen sie die moderne Quantenphysik durch elementare zahlentheoretische Überlegungen zu ersetzen, im Gegensatz zu Plichta stellen sie jedoch nicht die allgemeine Relativitätstheorie in Frage, in der der Raum nicht euklidisch ist, und sehen keine ausgezeichnete Rolle des Dezimalsystems (The specification of common numbers in decimal notation is almost certainly a remnant of counting practice using a ten-finger base). Peter Plichta trat seit 2011 mehrfach als Gesprächspartner beim Alpenparlament.tv sowie 2013 beim Alpenparlament Kongress auf.

## Veröffentlichungen
- Das Primzahlkreuz. Band I: Im Labyrinth des Endlichen. Quadropol, Düsseldorf, 1991, ISBN 3-9802808-0-2.
- Das Primzahlkreuz. Band II: Das Unendliche. Quadropol, Düsseldorf, 1991, ISBN 3-9802808-1-0.
- Das Primzahlkreuz. Band III: Die 4 Pole der Ewigkeit (5.Buch). Quadropol, Düsseldorf 1998, ISBN 3-9802808-2-9.
- Das Primzahlkreuz. Band III: Die 4 Pole der Ewigkeit (Teil 2, 6.Buch). Quadropol, Düsseldorf 2004, ISBN 3-9802808-3-7.
- Das Primzahlkreuz. Band IV: Xenos, das Fremde. Quadropol 2021, ISBN 3-9802808-5-3.
- Gottes geheime Formel. Die Entschlüsselung des Welträtsels und der Primzahlcode. Langen Müller, München 1995, ISBN 3-7844-2749-9.
- Benzin aus Sand. Die Silan-Revolution. Langen Müller, München 2001, ISBN 3-7844-2833-9.
- Über die mathematische Codierung der Materie, in: Der Prüfingenieur – Zeitschrift der Bundesvereinigung der Prüfingenieure für Bautechnik (vpi), April 2004, S. 19–27, (PDF 1,0 MB, 76 S.).
- P. Plichta / E. Kirgis / S. Queckbörner: Der arithmetische Bauplan des Universums, in: raum & zeit Nr. 133, Ehlers Verlag 2005.